# Critérium international de Sétif 2016
La 3e édition du Critérium international de Sétif a eu lieu le 17 mars 2016. La course fait partie du calendrier UCI Africa Tour 2016 en catégorie 1.2.

## Présentation

### Équipes
Classé en catégorie 1.2 de l'UCI Africa Tour, le Critérium international de Sétif est par conséquent ouvert aux équipes continentales professionnelles, aux équipes continentales, aux équipes nationales, aux équipes régionales et de clubs et aux équipes mixtes d'équipes africaines.
Quatorze équipes participent à ce Critérium international de Sétif - quatre équipes continentales, cinq équipes nationales et cinq équipes régionales et de clubs :
| Équipes continentales | Équipes continentales | Équipes continentales |
| Nom de l'équipe       | Pays                  | Code                  |
| --------------------- | --------------------- | --------------------- |
| GS Pétroliers         | Algérie               | GSP                   |
| Vélo Club Sovac       | Algérie               | SOV                   |
| Al Nasr Dubaï         | Émirats arabes unis   | ANS                   |

| Équipes régionales et de clubs | Équipes régionales et de clubs | Équipes régionales et de clubs |
| Nom de l'équipe                | Pays                           | Code                           |
| ------------------------------ | ------------------------------ | ------------------------------ |
| Cevital                        | Algérie                        | CEV                            |
| Ooredoo                        | Algérie                        | OOR                            |
| El Majd                        | Algérie                        | ELM                            |

| Équipes nationales          | Équipes nationales | Équipes nationales |
| Nom de l'équipe             | Pays               | Code               |
| --------------------------- | ------------------ | ------------------ |
| Équipe nationale d'Algérie  | Algérie            | ALG                |
| Équipe nationale d'Érythrée | Érythrée           | ERI                |
| Équipe nationale du Rwanda  | Rwanda             | RWA                |
| Équipe nationale de Syrie   | Syrie              | SYR                |

## Classements

### Classement final
| Classement général | Classement général    | Classement général | Classement général | Classement général |
|                    | Coureur               | Pays               | Équipe             | Temps              |
| ------------------ | --------------------- | ------------------ | ------------------ | ------------------ |
| 1er                | Adil Barbari          | Algérie            | Al Nasr Dubaï      | en 1 h 40 min 51 s |
| 2e                 | Abdelkader Belmokhtar | Algérie            | GS Pétroliers      | m.t                |
| 3e                 | Abdelbasset Hannachi  | Algérie            | GS Pétroliers      | + 57 s             |
| 4e                 | Tomas Vaitkus         | Lituanie           | Al Nasr Dubaï      | m.t                |
| 5e                 | Yacine Hamza          | Algérie            | GS Pétroliers      | m.t                |
| 6e                 | Abderrahmane Mansouri | Algérie            | Ooredoo            | m.t                |
| 7e                 | Aron Debretsion       | Érythrée           | Équipe d'Érythrée  | m.t                |
| 8e                 | Oussama Mansouri      | Algérie            | Ooredoo            | m.t                |
| 9e                 | Islam Mansouri        | Algérie            | Ooredoo            | + 1 min 2 s        |
| 10e                | Elias Afewerki        | Érythrée           | Équipe d'Érythrée  | m.t                |
| modifier           |                       |                    |                    |                    |

### UCI Africa Tour
Ce Critérium international de Sétif attribue des points pour l'UCI Africa Tour 2016, par équipes seulement aux coureurs des équipes continentales professionnelles et continentales, individuellement à tous les coureurs sauf ceux faisant partie d'une équipe ayant un label WorldTeam.
| Position           | 1er | 2e | 3e | 4e | 5e | 6e | 7e | 8e à 10e |
| Classement général | 40  | 30 | 25 | 20 | 15 | 10 | 5  | 3        |

## Liste des participants
- Liste de départ complète